# جودانه
جودانه روستایی در دهستان میامی بخش مرکزی شهرستان میامی منطقه سرحدات استان سمنان ایران است.

## جمعیت
بر پایه سرشماری عمومی نفوس و مسکن در سال ۱۳۹۵ جمعیت این روستا ۹۷۰ نفر (۳۵۲خانوار) بوده‌است.